# طرطرات الصوديوم والبوتاسيوم
طرطرات صوديوم وبوتاسيوم أو ملح روشيل مركب كيميائي له الصيغة KNaC4H4O6·4H2O، وهو ملح مزدوج لكل من الصوديوم والبوتاسيوم لحمض الطرطريك. أعد لأول مرة (حوالي عام 1675) من قبل الصيدلي بيير سينيت، من لا روشيل، فرنسا. أول مادة تم اكتشافها في الكهرباء الانضغاطية هي طرطرات بوتاسيوم وصوديوم وفوسفات أحادي البوتاسيوم. أدت هذه الخاصية إلى استخدامها على نطاق واسع في الفونوجراف «البلوري» (الهاتف) والسماعات والميكروفونات خلال طفرة مستهلكي الالكترونيات بعد الحرب العالمية الثانية بمنتصف القرن العشرين. هذه المحولات لديها مخرجات عالية بشكل استثنائي مع مخرج سماعة نموذجية بمقدار 2 فولت أو أكثر. ملح روشيل رطب، لذا فإن أي محولات تعتمد على هذه المادة تتأثر إذا تم تخزينها في ظروف رطبة.
استخدم طبيًا كملين. كما استخدم في عملية تعكيس المرايا. وهو مكون في محلول فهلنغ (كاشف للسكريات المختزلة). ويتم استخدامه في الإلكترونيات والكهربائية الضغطية بالطلاء الكهربائي. وكمسرع للاحتراق في ورق السجائر (على غرار المؤكسد في الألعاب النارية).
في المركبات العضوية، يتم استخدامه في محطات العمل المائية لتفتيت المستحلبات، خاصة للتفاعلات التي تم فيها استخدام كاشف هيدريد الألومنيوم. طرطرات صوديوم وبوتاسيوم مهم أيضا في الصناعات الغذائية.
وهو راسب شائع في علم البلورات البروتينية وهو أيضًا مكون في كاشف بيوريت الذي يستخدم لقياس تركيز البروتين. يحافظ هذا المكون على أيونات النحاس في محلول عند درجة الحموضة القلوية.

## التحضير

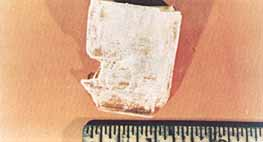
كرستالة ملح روشيل نمت على متن محطة سكاي لاب

يحضر من ملح الكالسيوم والصودا عن طريق خلطهما لغاية الاستقرار وعدم إنتاج ثاني أكسيد الكربون وبعد تبخير المادة الناتجة والمفلترة تنتج كريستالات جميلة التي يمكن تجفيفها بحرارة قليلة وإلا تفقد شفافيتها.

## الكهربائية الضغطية
في عام 1824، أظهر السير ديفيد بروستر تأثيرات كهرضغطية باستخدام أملاح روشيل، مما أدى إلى تسميته بالتأثير الكهربي الحراري.
في عام 1919، عمل ألكسندر ماكلين نيكولسون بملح روشيل لتطوير الاختراعات المتعلقة بالصوت مثل الميكروفونات والسماعات في مختبرات بيل.